# Witwortelbreeksteeltje
Het witwortelbreeksteeltje (Conocybe cettoiana) is een schimmel behorend tot de familie Bolbitiaceae. Hij komt voor op humus in matig bemeste weilanden.

## Kenmerken
De steel is toegespitst, worteld en heeft fijne haren die met een loep te zien zijn. De sporen meten 8,5-11,5 x 5-6,5 µm.

## Verspreiding
In Nederland komt het witwortelbreeksteeltje uiterst zeldzaam voor.